# Sedalia (Colorado)
Sedalia és una concentració de població designada pel cens dels Estats Units a l'estat de Colorado. Segons el cens del 2000 tenia 211 habitants.

## Demografia
Segons el cens del 2000, Sedalia tenia 211 habitants, 94 habitatges, i 54 famílies. La densitat de població era de 58,6 habitants per km².
Dels 94 habitatges en un 24,5% hi vivien nens de menys de 18 anys, en un 52,1% hi vivien parelles casades, en un 3,2% dones solteres, i en un 41,5% no eren unitats familiars. En el 35,1% dels habitatges hi vivien persones soles el 3,2% de les quals corresponia a persones de 65 anys o més que vivien soles. El nombre mitjà de persones vivint en cada habitatge era de 2,24 i el nombre mitjà de persones que vivien en cada família era de 2,91.
Per edats la població es repartia de la següent manera: un 21,3% tenia menys de 18 anys, un 5,2% entre 18 i 24, un 32,2% entre 25 i 44, un 27,5% de 45 a 60 i un 13,7% 65 anys o més.
L'edat mediana era de 40 anys. Per cada 100 dones de 18 o més anys hi havia 124,3 homes.
La renda mediana per habitatge era de 37.045 $ i la renda mediana per família de 40.000 $. Els homes tenien una renda mediana de 41.042 $ mentre que les dones 32.292 $. La renda per capita de la població era de 15.528 $. Cap de les famílies i el 4,2% de la població estaven per davall del llindar de pobresa.

## Poblacions més properes
El següent diagrama mostra les poblacions més properes.